# Émile-Armand Anceaux
Pour l’article homonyme, voir Anceaux.
Émile-Armand Anceaux, né le 15 mars 1847 à Rouen et mort le 26 décembre 1870 à Morée, est un sculpteur français. 

## Biographie
Émile-Armand Anceaux est élève à l'École des Beaux-Arts de Paris. Pendant la guerre, étant sergent-fourrier au 26e de ligne, il est mortellement blessé au combat de Morée, le 26 décembre 1870. Son nom est inscrit sur le monument d'Henri Regnault, à l'École des Beaux-Arts.